# 維吉斯維爾
維吉斯維爾是瑞士的城鎮，位於該國中西部，由伯恩州負責管轄，面積1.43平方公里，海拔高度554米，2011年人口99，六成半人口信奉基督教，人口密度每平方公里69人。